# Povratak razmetnoga sina
Povratak razmetnoga sina je slavno ulje na platnu baroknog slikara Rembrandta van Rijna iz 1669. godine.
Ova slika, koju je naslikao netom prije svoje smrti, posljednja je u seriji vjerskih slika i posljednje veliko djelo s likovima u prirodnoj veličini. Ovo je i jedno od njegovih najdirljivijih djela koje prikazani trenutak razvlači u vječnost. Naime, tako je nametnuto raspoloženje nježne tišine da se gledatelju čini kako pripada ovoj skupini. Ta poveznica je možda snažnija i intimnija nego u bilo kojem njegovom ranijem djelu. Naime, umjetnici 17. stoljeća su često istraživali različite dijelove iz života razmetnoga sina, koji je često prikazivan kako troši svoje nasljedstvo na piće i žene. Kao što je uostalom radio i sam Rembrandt na Razmetni sin u krčmi iz 1637. god., gdje je prikazao samoga sebe kao razmetnog sina . No, ovdje je prikazan trenutak kada je novca nestalo i sin se, osiromašen i obeščašćen, vraća doma gdje nalazi zagrljaj dobrodošlice. Kako je zabilježeno u Novom zavjetu:
Na Rembrandtovoj slici, razumijevanje za koje je trebao cijeli život da se razvije postiže jedinstven izričaj tuge i oprosta.
Slika se uvelike razlikuje od ranijeg njegovog bakropisa iz 1636. godine na kojemu je prikazao istu temu. Opet je prikazan razmetni sin kako kleči kraj očevih nogu, glave naslonjene na starčeve grudi, ali je otac sada spokojan, njegov izraz smiren i pun roditeljske ljubavi i praštanja. Njegove ruke, koje istovremeno grle i blagoslivljaju sina, beskrajno su izražajne. Promatrači na slici, uronjeni u tamu na desnoj strani i u pozadini, ne odvraćaju pažnju od glavne teme. Kao da ih Rembrandt dijeli od oca i sina koji su prosvijetljeni božanskom svjetlošću pokajanja i praštanja, dok su oni u sjeni nerazumijevanja i osude.